# Erin O'Brien-Moore
Erin O'Brien-Moore (nacida como Annette O'Brien-Moore, 2 de mayo de 1902-3 de mayo de 1979) fue una actriz estadounidense. Quién creó el papel de Rose en la obra de Broadway ganadora de un Premio Pultizer de Elmer Rice, Street Scene (1929), fue contratada en Hollywood e hizo varias apariciones en películas durante la década de 1930. Su prometedora carrera en el teatro y en la industria cinematográfica se vio interrumpida tras haber sufrido graves heridas durante un incendio en 1939. Después de su recuperación y una extensa cirugía plástica, regresó a trabajar en obras teatrales y a interpretar papeles en películas y en series de televisión, incluyendo su interpretación de la Doctora Esther Choate durante las 4 temporadas de la serie de televisión Peyton Place (1965–68).

## Biografía

### Primeros años e inicios en el teatro
O'Brien-Moore nació en Los Ángeles,: 36  siendo hija de J.B.L. y Agnes O'Brien-Moore. Su padre trabajó como editor en Tucson Citizen; su hermano mayor era el filólogo clásico Ainsworth O'Brien-Moore. Fue educada en un convento en Arizona, y planeaba trabajar como pintora hasta que vio a Alla Nazimova trabajar en obras teatrales, haciendo que el teatro llamé su atención. Hizo su primera aparición interpretando a una sirvienta en The Makropoulos Secret en 1926. En 1928, O'Brien-Moore interpretó un papel protagónico en Him de E. E. Cummings en el Provincetown Playhouse. Fue la estrella de Elmer Rice en Street Scene (1929), una obra de género drama naturalista que trataba sobre la vida en una vivienda en Nueva York que tuvo 601 funciones en Broadway, realizó una gira por Estados Unidos, y recibió un Premio Pulitzer de Teatro. Durante la presentación de la obra de 6 meses en Londres, Aldous Huxley se convirtió en un ferviente fanático de O'Brien-Moore y vio su actuación 3 veces.

### Carrera en Hollywood

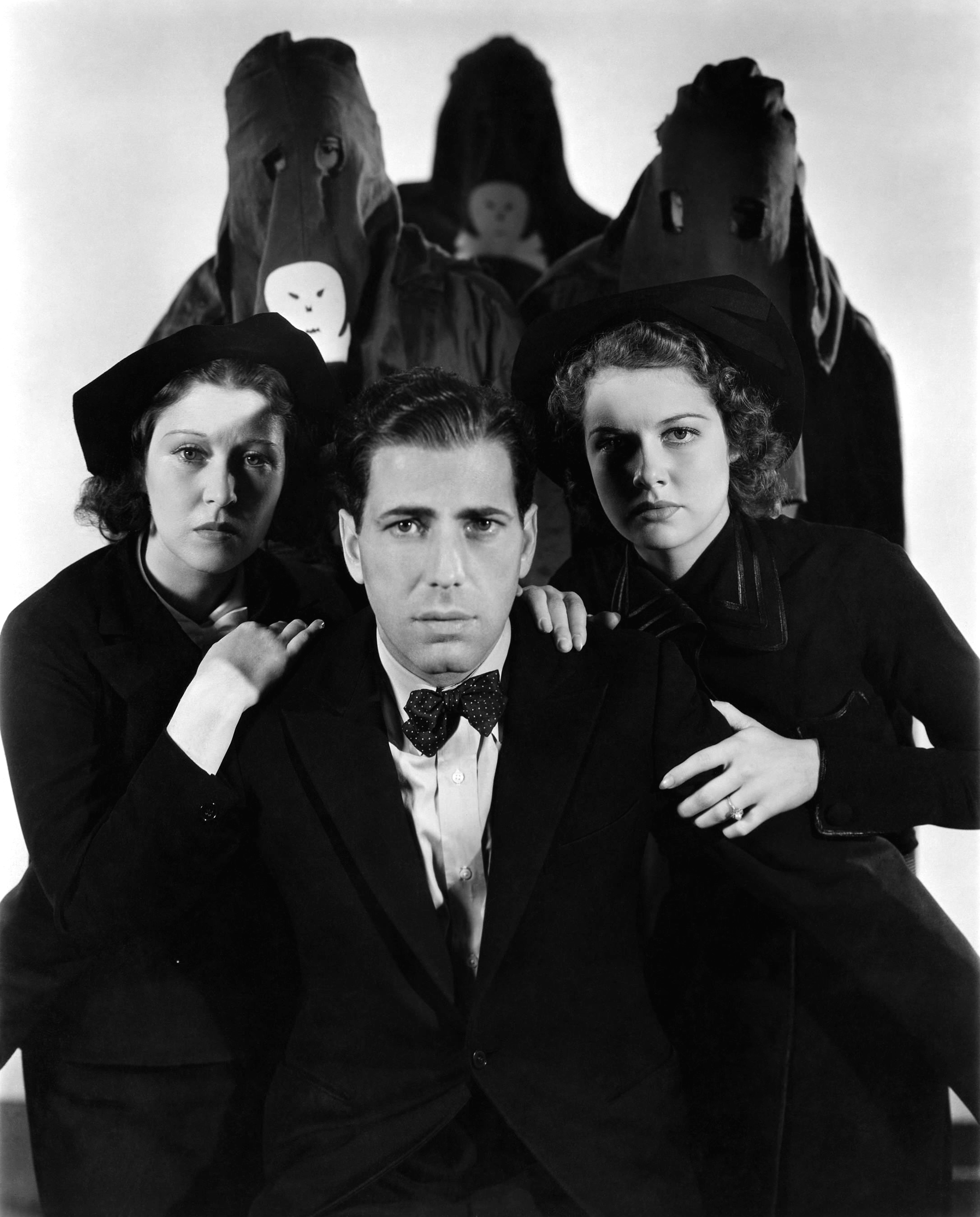
Erin O'Brien-Moore, Humphrey Bogart y Ann Sheridan en Black Legion (1937)

El éxito de O'Brien-Moore en las obras teatrales la llevó a ser contratada por Hollywood para interpretar papeles secundarios, incluyendo Black Legion (1937) protagonizada por Humphrey Bogart. En The Life of Emile Zola (1937), protagonizada por Paul Muni, interpretó a Nana. Entre sus apariciones en otras películas incluyen Dangerous Corner (1934), Little Men (1934), His Greatest Gamble (1934), Seven Keys to Baldpate (1935), Streamline Express (1935), Our Little Girl (1935), Two in the Dark (1936), The Ex-Mrs. Bradford (1936), Ring Around the Moon (1936), The Leavenworth Case (1936), Green Light (1937) y The Plough and the Stars (1937).
Descrita por The New York Times como "una mujer esbelta de cabello oscuro con rasgos frágiles y hermosos", O'Brien-Moore tenía una carrera en ascenso, pero se vio interrumpida el 22 de enero de 1939 tras haber sufrido lesiones graves durante un incendio. Después de haberse recuperado del accidente, O'Brien-Moore reanudó su carrera en la radio, haciendo una aparición en Big Sister.
Después de haber tenido una extensa cirugía pástica, O'Brien-Moore regresó a trabajar en obras teatrales y reanudó su carrera en el cine y en la televisión. En 1948, apareció en Kraft Television Theatre[cita requerida] y en la presentación de The Philco Television Playhouse, "Street Scene". Donde asumió el papel de Anna, y Betty Field interpretó a Rose,[cita requerida] siendo el papel que O'Brien-Moore había creado cuando trabajaba en el teatro.
Coprotagonizó juntó con Charlie Ruggles en la comedia de situación The Ruggles (1950–52),: 651  y en otras series incluyendo NBC Presents,[cita requerida] General Electric Theater,[cita requerida] Lux Video Theater,[cita requerida] Alfred Hitchcock Presents,[cita requerida] y Perry Mason ("The Case of the Deadly Verdict").[cita requerida] Interpretó a Miss Kelly en el episodio piloto, "The Return," de la serie Window on Main Street (1961–62),[cita requerida] hizo una aparición en un episodio de la serie Kentucky Jones en 1965[cita requerida] y interpretó el papel de la Doctora Esther Choate en la versión televisiva de Peyton Place en 4 temporadas (1965–68).: 596 [cita requerida]
Sus últimas apariciones en largometrajes incluyen Destination Moon (1950), The Family Secret (1951), Sea of Lost Ships (1954), Phantom of the Rue Morgue (1954), Peyton Place (1957) y How to Succeed in Business Without Really Trying (1967).

### Vida personal y últimos años
En 1936, O'Brien-Moore se casó con Mark Barron, quién trabajaba como editor de drama en la Prensa Asociada. El matrimonio duró 10 años y terminó en divorcio.
O'Brien-Moore murió debido a un cáncer el 3 de mayo de 1979 en el Motion Picture Country Hospital en Los Ángeles.

## Filmografía
| Año  | Título                                           | Papel                           | Notas         |
| ---- | ------------------------------------------------ | ------------------------------- | ------------- |
| 1934 | His Greatest Gamble                              | Florence Stebbins               |               |
| 1934 | Dangerous Corner                                 | Freda Chatfield                 |               |
| 1934 | Little Men                                       | Jo Bhaer                        |               |
| 1935 | Our Little Girl                                  | Sarah Boynton                   |               |
| 1935 | Streamline Express                               | Mary Bradley                    |               |
| 1935 | Seven Keys to Baldpate                           | Myra Thornhill                  |               |
| 1936 | Two in the Dark                                  | Olga Konar                      |               |
| 1936 | The Leavenworth Case                             | Mrs. Silas (Gloria) Leavenworth |               |
| 1936 | Ring Around the Moon                             | Gloria Endicott                 |               |
| 1936 | The Ex-Mrs. Bradford                             | Mrs. Summers                    |               |
| 1936 | The Plough and the Stars                         | Rosie                           |               |
| 1937 | Black Legion                                     | Ruth Taylor                     |               |
| 1937 | Green Light                                      | Pat Arlen                       |               |
| 1937 | The Life of Emile Zola                           | Nana                            |               |
| 1950 | Destination Moon                                 | Emily Cargraves                 |               |
| 1951 | The Family Secret                                | Ellen Clark                     |               |
| 1953 | Sea of Lost Ships                                | Mrs. Nora O'Malley              |               |
| 1954 | Phantom of the Rue Morgue                        | Wardrobe Woman                  |               |
| 1955 | The Long Gray Line                               | Mrs. Koehler                    |               |
| 1957 | Peyton Place                                     | Mrs. Evelyn Page                |               |
| 1962 | Mooncussers                                      | Mrs. Feather                    |               |
| 1967 | How to Succeed in Business Without Really Trying | Gertrude Biggley                | Sin acreditar |